# Trophée Emms
Le Trophée Emms est un trophée remis dans la Ligue de hockey de l'Ontario, ligue de hockey sur glace junior. Il récompense chaque année la franchise championne de la division Centrale à l'issue de la saison régulière.
Les autres champions reçoivent les trophées suivants :
- Trophée Holody — division Midwest
- Trophée Bumbacco — division Ouest
- Trophée Leyden — division Est

Le trophée porte le nom de Leighton « Hap » Emms ancien entraîneur de l'Association de hockey de l'Ontario.

## Palmarès
| Saison    | Équipe                              | Points      |             |
| --------- | ----------------------------------- | ----------- | ----------- |
| 1975-1976 | Fincups de Hamilton                 | 94          |             |
| 1976-1977 | Fincups de Saint-Catharines         | 105         |             |
| 1977-1978 | Knights de London                   | 81          |             |
| 1978-1979 | Flyers de Niagara Falls             | 90          |             |
| 1979-1980 | Spitfires de Windsor                | 73          |             |
| 1980-1981 | Rangers de Kitchener                | 69          |             |
| 1981-1982 | Rangers de Kitchener                | 91          |             |
| 1982-1983 | Greyhounds de Sault-Sainte-Marie    | 97          |             |
| 1983-1984 | Rangers de Kitchener                | 106         |             |
| 1984-1985 | Greyhounds de Sault-Sainte-Marie    | 109         |             |
| 1985-1986 | Centennials de North Bay            | 86          |             |
| 1986-1987 | Centennials de North Bay            | 94          |             |
| 1987-1988 | Compuware Spitfires de Windsor      | 102         |             |
| 1988-1989 | Rangers de Kitchener                | 88          |             |
| 1989-1990 | Knights de London                   | 88          |             |
| 1990-1991 | Greyhounds de Sault-Sainte-Marie    | 87          |             |
| 1991-1992 | Greyhounds de Sault-Sainte-Marie    | 88          |             |
| 1992-1993 | Greyhounds de Sault-Sainte-Marie    | 81          |             |
| 1993-1994 | Red Wings Junior de Détroit         | 88          |             |
| 1994-1995 | Storm de Guelph                     | 99          |             |
| 1995-1996 | Storm de Guelph                     | 95          |             |
| 1996-1997 | Rangers de Kitchener                | 78          |             |
| 1997-1998 | Storm de Guelph                     | 91          |             |
| 1998-1999 | Colts de Barrie                     | 105         |             |
| 1999-2000 | Colts de Barrie                     | 93          |             |
| 2000-2001 | Wolves de Sudbury                   | 81          |             |
| 2001-2002 | St. Michael's Majors de Toronto     | 89          |             |
| 2002-2003 | Battalion de Brampton               | 78          |             |
| 2003-2004 | St. Michael's Majors de Toronto     | 85          |             |
| 2004-2005 | IceDogs de Mississauga              | 81          |             |
| 2005-2006 | Battalion de Brampton               | 91          |             |
| 2006-2007 | Colts de Barrie                     | 97          |             |
| 2007-2008 | Battalion de Brampton               | 88          |             |
| 2008-2009 | Battalion de Brampton               | 96          |             |
| 2009-2010 | Colts de Barrie                     | 116         |             |
| 2010-2011 | St. Michael's Majors de Mississauga | 108         |             |
| 2011-2012 | IceDogs de Niagara                  | 97          |             |
| 2012-2013 | Colts de Barrie                     | 92          |             |
| 2013-2014 | Battalion de North Bay              | 82          |             |
| 2014-2015 | Colts de Barrie                     | 85          |             |
| 2015-2016 | Colts de Barrie                     | 89          |             |
| 2016-2017 | Steelheads de Mississauga           | 81          |             |
| 2017-2018 | Colts de Barrie                     | 89          |             |
| 2018-2019 | IceDogs de Niagara                  | 95          |             |
| 2019-2020 | Wolves de Sudbury                   | 70          |             |
| 2020-2021 | Non décerné                         | Non décerné | Non décerné |
| 2021-2022 | Battalion de North Bay              | 93          |             |
| 2022-2023 | Battalion de North Bay              | 99          |             |
| 2023-2024 | Battalion de North Bay              | 87          |             |